# انتخابات سراسری لسوتو (۱۹۸۵)
انتخابات سراسری قرار بود در روزهای ۱۷ و ۱۸ سپتامبر ۱۹۸۵ در لسوتو برگزار شود. این نخستین انتخابات از زمان انتخابات سراسری ۱۹۷۰ بود؛ انتخاباتی که در آن، حزب ملی باسوتو پس از آنکه نتیجه را به حزب کنگره باسوتولند واگذار کرد، با اعلام وضعیت اضطراری دست به کودتا زد و انتخابات را باطل کرد.
با این حال، تمامی احزاب سیاسی به‌جز حزب حاکم در انتخابات ۱۹۸۵ دست به تحریم زدند. در نتیجه، حزب ملی باسوتو به‌صورت پیش‌فرض برندهٔ تمامی ۶۰ کرسی پارلمان شد.